# Tweede Divisie 2025/26
Die Tweede Divisie 2025/26 ist die zehnte Spielzeit der dritthöchsten niederländischen Fußballliga (nach ihrer Auflösung zum Schluss der Saison 1970/71 sowie Wiedereinführung zur Saison 2016/17) und die insgesamt 25. Saison der Tweede Divisie. Die Liga fungiert als höchste Amateurliga des Landes. Sie beginnt am 16. August 2025 und endet am 23. Mai 2026.
Die Vereinbarung, die weder den Aufstieg in noch den Abstieg aus der Eerste Divisie vorsah, wurde 2022 um weitere fünf bis zehn Jahre verlängert. Die Vereinbarung gilt nicht für Reservemannschaften.
Während der außerordentlichen Generalversammlung vom 7. Juni 2018 wurde eine Einigung über die Anzahl der zulässigen Reserveteams erzielt. In der Tweede Divisie treten demnach zwei Reserveteams an, während die verbleibenden Reserveteams an der neuen U21-Eredivisie teilnehmen.

## Modus
Die 18 Mannschaften spielen an 34 Spieltagen aufgeteilt in einer Hin- und einer Rückrunde jeweils zwei Mal gegeneinander. Der Letzte steigt direkt in die Derde Divisie ab. Der Dritt- und Viertletzte tritt in einer Relegationsrunde gegen den Abstieg an. Die schlechtplatzierteste Reservemannschaft wird durch den Meister der U-21 Liga ersetzt, wenn sie einen der letzten beiden Plätze belegt.
Für den Aufstieg gilt: Wenn das Reserveteam mit dem niedrigsten Rang in der Eerste Divisie den 19. oder 20. Platz belegt, steigt ein Reserveteam direkt aus der Tweede Divisie auf, wenn es den ersten oder zweiten Platz belegt. Wenn die Reservemannschaft mit dem niedrigsten Rang in der Eerste Divisie zwischen dem 11. und 18. Platz landet und eine Reservemannschaft Meister der Tweede Divisie wird, findet ein Play-off-Spiel um einen Platz in der Eerste Divisie statt. Wenn die Reservemannschaft mit dem niedrigsten Rang in der Eerste Divisie unter den ersten zehn landet, gibt es keinen Auf- oder Abstieg zwischen der Eerste Divisie und der Tweede Divisie.
Für den Abstieg gilt: Die beiden Standardteams, die ausschließlich auf der Basis der ersten Mannschaften auf den Plätzen 14 und 15 landen, spielen in einem Abstiegs-Playoff mit dem Meister der Derde Divisie um einen Platz in der Tweede Divisie. Die Standardmannschaft, die ausschließlich auf Basis der ersten Mannschaften den 16. Platz belegt, steigt in die Derde Divisie ab. Wenn die Reservemannschaft mit dem niedrigsten Rang in der Tweede Divisie den 17. oder 18. Platz belegt, steigt sie direkt in den U21-Wettbewerb ab. Wenn das Reserveteam mit dem niedrigsten Rang in der Tweede Divisie zwischen dem 10. und 16. Platz landet, bestreitet es ein Playoff-Spiel gegen den Meister des U21-Wettbewerbs um einen Platz in der Tweede Divisie. Wenn das Reserveteam mit dem niedrigsten Rang in der Tweede Divisie unter den ersten neun landet, gibt es keinen Auf- oder Abstieg zwischen der Tweede Divisie und dem U21-Wettbewerb.

## Vereine
Zu den verbliebenen 15 Mannschaften der letzten Saison kommen die drei Aufsteiger aus der Derde Divisie: VV IJsselmeervogels, HSV Hoek und die Kozakken Boys.

## Tabelle
| Pl. | Verein                  | Sp. | S | U | N | Tore    | Diff. | Punkte |
| --- | ----------------------- | --- | - | - | - | ------- | ----- | ------ |
| 1.  | K.v.v. Quick Boys (M)   | 0   | 0 | 0 | 0 | 000:000 | ±0    | 0      |
| 2.  | Rijnsburgse Boys        | 0   | 0 | 0 | 0 | 000:000 | ±0    | 0      |
| 3.  | AFC Amsterdam           | 0   | 0 | 0 | 0 | 000:000 | ±0    | 0      |
| 4.  | VV Katwijk              | 0   | 0 | 0 | 0 | 000:000 | ±0    | 0      |
| 5.  | SV Spakenburg           | 0   | 0 | 0 | 0 | 000:000 | ±0    | 0      |
| 6.  | Jong Almere             | 0   | 0 | 0 | 0 | 000:000 | ±0    | 0      |
| 7.  | GVVV                    | 0   | 0 | 0 | 0 | 000:000 | ±0    | 0      |
| 8.  | Koninklijke HFC         | 0   | 0 | 0 | 0 | 000:000 | ±0    | 0      |
| 9.  | BVV Barendrecht         | 0   | 0 | 0 | 0 | 000:000 | ±0    | 0      |
| 10. | SV De Treffers          | 0   | 0 | 0 | 0 | 000:000 | ±0    | 0      |
| 11. | HHC Hardenberg          | 0   | 0 | 0 | 0 | 000:000 | ±0    | 0      |
| 12. | ACV Assen               | 0   | 0 | 0 | 0 | 000:000 | ±0    | 0      |
| 13. | RKAV Volendam           | 0   | 0 | 0 | 0 | 000:000 | ±0    | 0      |
| 14. | Excelsior Maassluis     | 0   | 0 | 0 | 0 | 000:000 | ±0    | 0      |
| 15. | Jong Sparta             | 0   | 0 | 0 | 0 | 000:000 | ±0    | 0      |
| 16. | VV IJsselmeervogels (N) | 0   | 0 | 0 | 0 | 000:000 | ±0    | 0      |
| 17. | HSV Hoek (N)            | 0   | 0 | 0 | 0 | 000:000 | ±0    | 0      |
| 18. | Kozakken Boys (N)       | 0   | 0 | 0 | 0 | 000:000 | ±0    | 0      |

Platzierungskriterien: 1. Punkte – 2. Tordifferenz – 3. geschossene Tore

## Relegationsrunde
Siehe: Play-offs 2025/26